# سیروس شریفی آب‌دوزک

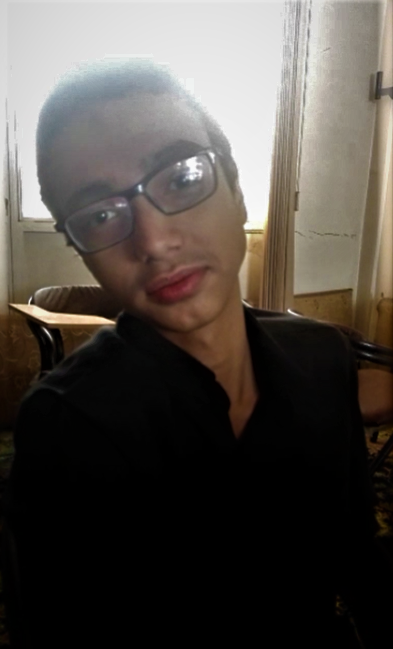
سیروس شریفی آب‌دوزک

سیروس شریفی آبدوزک، (متولد ششم آبان ۱۳۸۶-درگذشته یازدهم آذر ۱۴۰۱) نوجوان پانزده ساله اهل زاهدان بود، که بامداد یازدهم آذر ۱۴۰۱، هنگامی که مشغول نوشتن شعار علیه جمهوری اسلامی بود، بضرب دوازده گلوله جنگی کشته‌شد. به‌گزارش وبسایت لاله‌های آزادی، برادر وی، عبدالرحمان شریفی آبدوزک نیز توسط حکومت دستگیر شد؛ تا خانواده‌اش راجع‌به مرگ او حرفی نزنند.

## پسوند فامیلی
نام این نوجوان کشته‌شده، به‌اشتباه سیروس شریفی باگو عنوان شد که یک روز بعد، رسانه‌ها این اشتباه را اصلاح کردند.